# Muis (hand)
Met de muis van de menselijke hand wordt meestal de "duimmuis" bedoeld, het gewelfde gedeelte van de handpalm net naast de duim dat wordt gevormd door een aantal kleine spieren die de duim in verschillende richtingen doen bewegen. De naam is een verwijzing naar de grootte en vorm van de spier, die enigszins op die van het dier met die naam lijkt. Het gewelfde gebied van de handpalm naast de pink wordt wel "pinkmuis" genoemd. Ook deze wordt gevormd door kleine spiertjes die de pink bedienen.
De muis is een gevoelige plek. In het verleden werden kinderen soms gestraft door ze hard in de muis te knijpen. De plek blijft daarna nog lang gevoelig.